# Maria Rosenberg
Maria Rosenberg ist ein Wallfahrtsort in Waldfischbach-Burgalben, zu dem ein Tagungshaus für Exerzitien und Seminare gehört („Geistliches Zentrum“ des Bistums Speyer). Darüber hinaus befindet sich auf dem Rosenberg ein Haus der Kinder- und Jugendhilfe in der Trägerschaft des Jugendfürsorgevereins St. Josef in Landau-Queichheim.

## Geschichte

### Entwicklung bis zum Mittelalter
Ob der bis ins 18. Jahrhundert so genannte „Rodenberg“ schon in vorchristlicher Zeit ein heiliger Ort war, ist nicht belegt. Der von altersher von den Pilgern hochgeschätzte Rosenberger Gnadenbrunnen gab jedoch zu der Vermutung Anlass, ob die Kelten wie an vielen anderen vergleichbaren Orten auch hier eine dem Gewittergott Donar geweihte Quelle verehrten, die dann nach der Christianisierung Maria geweiht worden sei.
Die in das 12. Jahrhundert zurückreichende Rosenberger Gnadenkapelle ist das historisch erste Zeugnis, das auf eine Wallfahrtstradition schließen lässt. Der Name „Rodenberg“ wandelte sich in „Rosenberg“ in Anlehnung an die alte Anrufung Mariens als „wunderbare Rose“.

### Neue Impulse
Eine neue Epoche begann mit der Rosenbergstiftung des Pfarrers Philipp Braun aus Clausen, unterstützt von der sogenannten Jörggesellschaft. Der 1830 geborene Georg Helfrich, wegen seines Vorbetens in der Kapelle „Bet-Jörg“ genannt, eine charismatische Gestalt, machte sich das Anliegen seines Heimatpfarrers zu eigen, eine ständige Priesterstelle auf dem Rosenberg zu errichten. Er schloss sich mit einem Freund und einigen jungen Frauen dem Dritten Orden des heiligen Franziskus an. 1860 bildeten sie eine Art geistliche Laiengemeinschaft mitten in der Welt. Nach vielen Anfeindungen und Verdächtigungen ging die Gruppe zunächst 1869 nach Paris. Nach Ausbruch des Deutsch-Französischen Krieges mussten sie Paris jedoch wieder verlassen. 1873 wanderte die Jörggesellschaft nach Nordamerika aus, auch weil sie dort im Gegensatz zur armen Heimat mehr Möglichkeiten hatten, Geld zur Verwirklichung ihrer Pläne anzusparen. Die Jörggesellschaft bewirtschaftete in St. Benedict, einer deutschen Kolonie in Iowa, eine Farm.

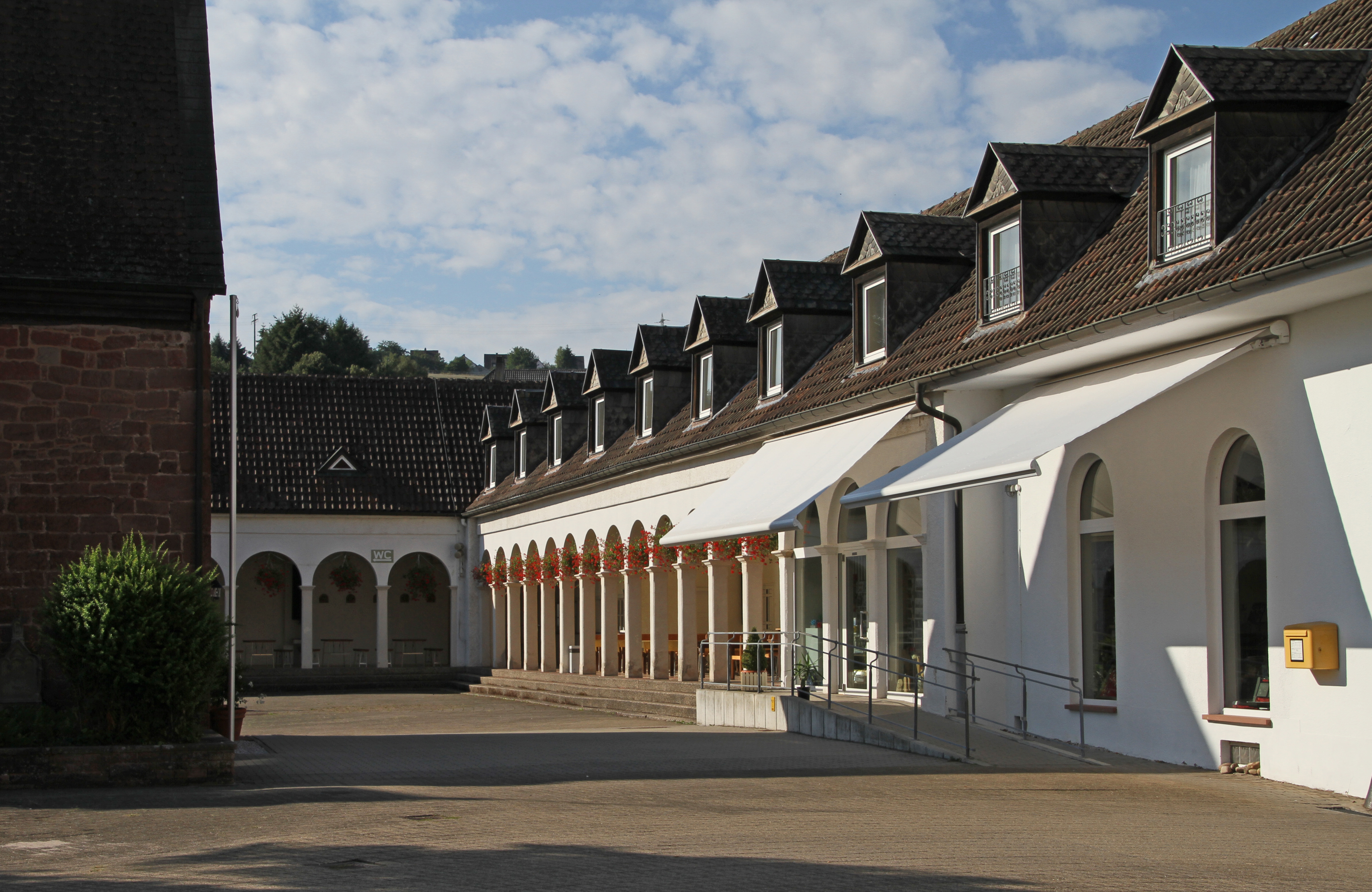
Anfang des 20. Jahrhunderts errichtete Kolonnaden

1902 wurden aus den Ersparnissen der Gesellschaft 180 000 Mark an Bischof Joseph Georg von Ehrler mit dem Ziel übergeben, eine Priesterstelle zu errichten, eine größere Wallfahrtskirche und – dem Wunsch des Bischofs entsprechend – ein Mädchenheim zu bauen. Georg Helfrich war bereits 1895 in den USA gestorben. Die meisten der Stifter waren zu alt, um nach Deutschland zurückzukehren. Nur zwei von ihnen, Maria Anna Lickteig und Heinrich Depper, erlebten vor Ort die Fertigstellung der Bauten. 1912 wurden Kirche und Stifterhaus durch Bischof Michael von Faulhaber eingeweiht. Zum ersten Direktor wurde der Queichheimer Pfarrer Ludwig Georgens ernannt. Die Mädchenerziehung übernahm eine Gemeinschaft von Mallersdorfer Schwestern, die bis 2010 ununterbrochen auf dem Rosenberg tätig waren.

### Jüngere Vergangenheit
Die Errichtung des Diözesan-Exerzitienhauses 1931 durch Bischof Ludwig Sebastian sowie die Eröffnung der bis heute bestehenden Ewigen Anbetung 1934 gaben der Wallfahrt einen neuen Aufschwung. Seit 1973 gehört zu der Wallfahrtsstätte ein großes Bildungshaus, das 1986 noch einmal erweitert wurde. Ein neues Alten- und Pflegeheim konnte 1994 eingeweiht werden. 2012 wurde die in hundert Jahren entstandene Einheit aus dem Exerzitien- und Bildungshaus, dem Haus der Kinder- und Jugendhilfe sowie dem Alten- und Pflegeheim getrennt und in neue kirchliche Trägerschaften gegeben.
Maria Rosenberg gehört zu den Orten, in denen 2015 und 2016 das von Papst Franziskus ausgerufene „Außerordentliche Heilige Jahr“ besonders begangen wurde. Aus diesem Grund öffnete Bischof Karl-Heinz Wiesemann am 20. Dezember 2015 das lange verschlossene gotische Portal auf der Südseite der Gnadenkapelle neu als „Pforte der Barmherzigkeit“.
Aufgrund der Corona-Pandemie und des damit verbundenen Lockdowns im März 2020 begann der Wallfahrtsort mithilfe eines ehrenamtlichen Teams vor allem aus der Gemeinschaft Chara die Eucharistiefeier täglich live aus der Wallfahrtskirche zu übertragen. Auch alle Ostergottesdienste und die Maiandachten fanden digital statt. Mit Ende des Lockdowns wurde auf einen wöchentlichen Rhythmus gewechselt. Seitdem wird die Eucharistiefeier jeden Sonntag live auf YouTube übertragen.

## Direktoren von Maria Rosenberg
- 1912–1930 Prälat Ludwig Georgens
- 1930–1974 Prälat Johannes Muth
- 1974–1978 Albert Bast
- 1978–1992 Msgr. Ludwig Braunberger
- 1992–2010 Msgr. Hans-Peter Arendt
- 2010–0000 Volker Sehy

## Architektur und Kunst

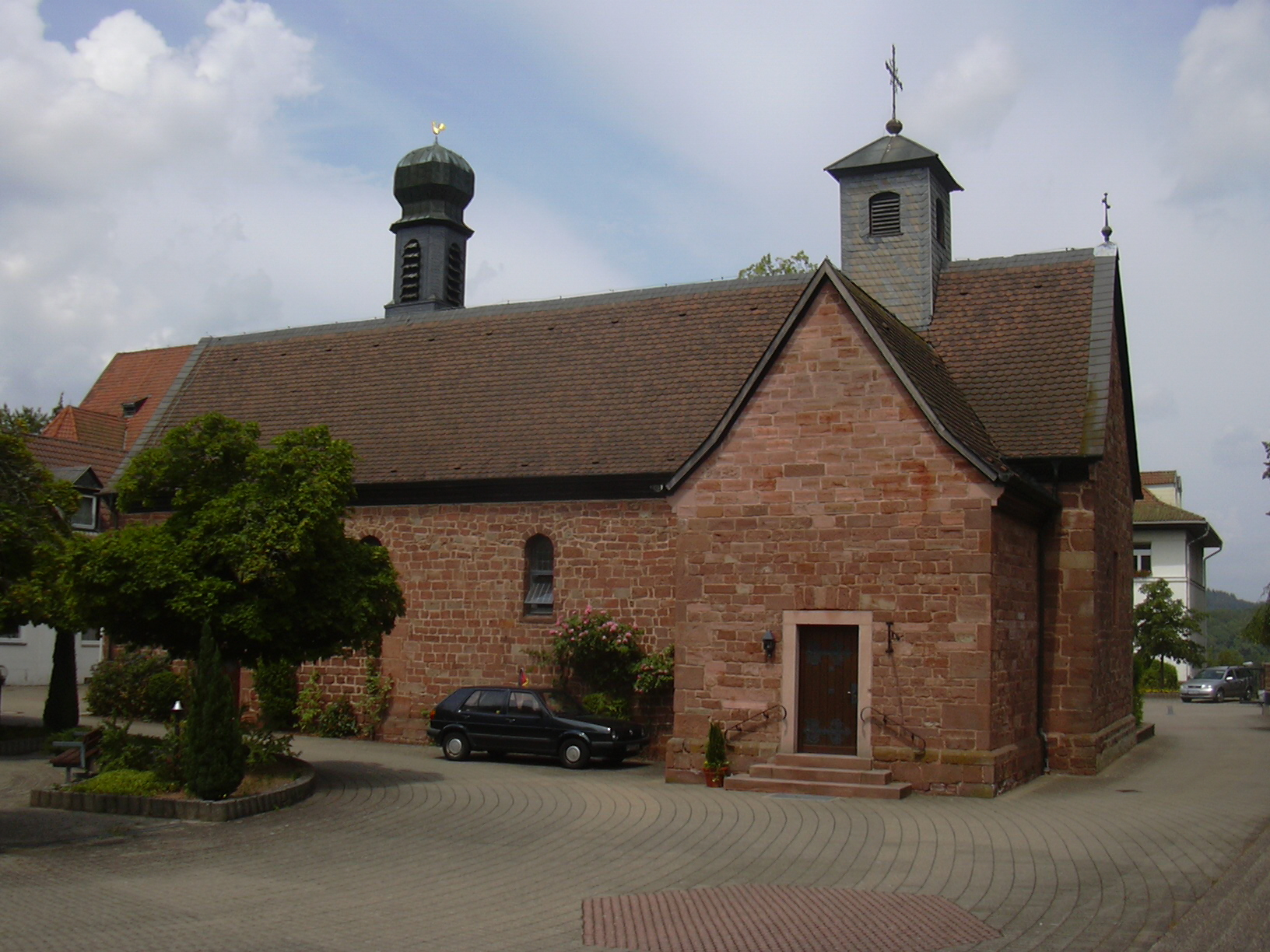
Gnadenkapelle Rosa Mystica

Die einschiffige Wallfahrtskapelle geht in ihrem Kern auf die Mitte des 12. Jahrhunderts zurück.

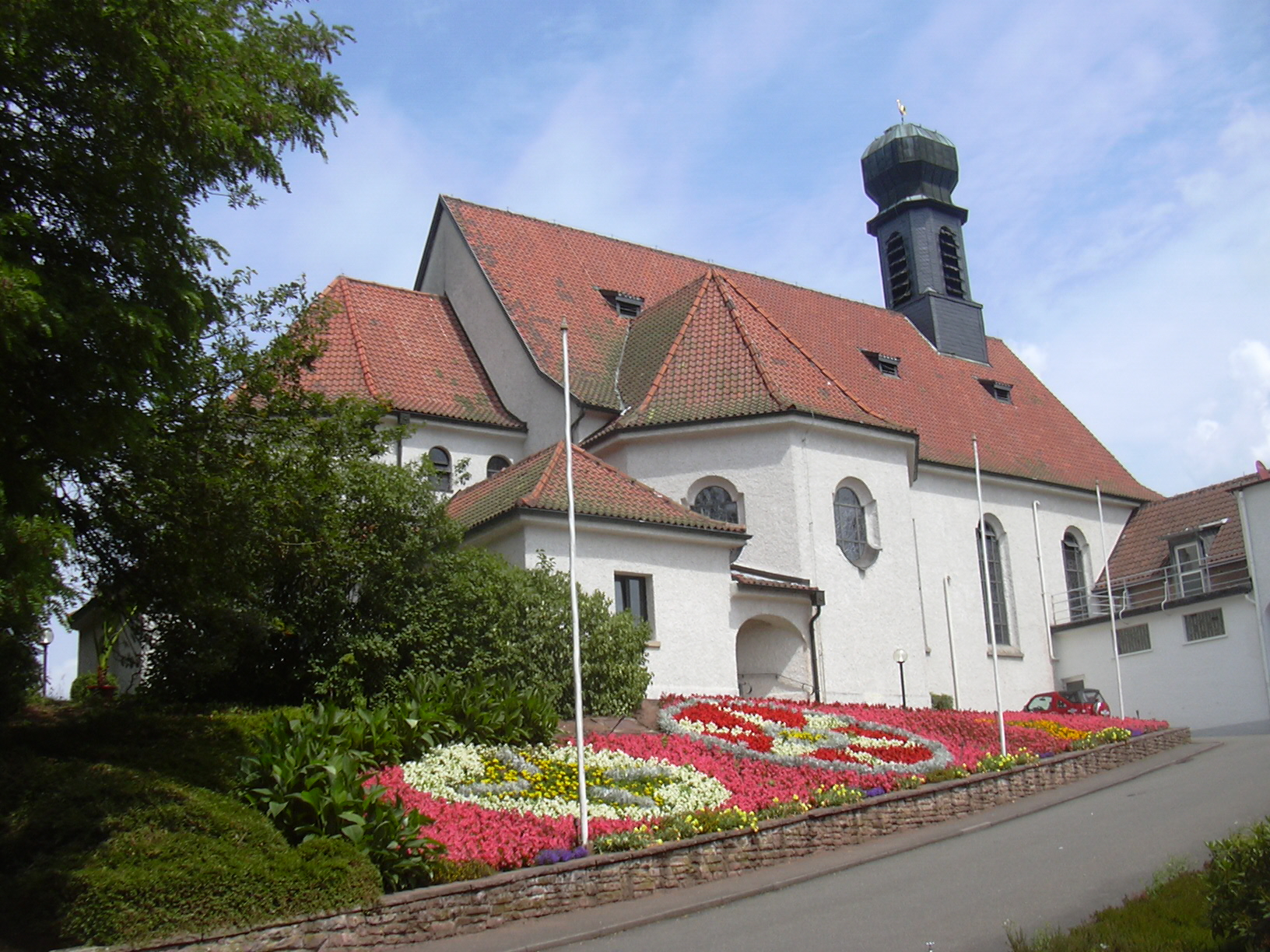
Wallfahrtskirche Maria Rosenberg (1912)

Die neue Wallfahrtskirche, eine dreischiffige Hallenkirche im bayerischen Heimatschutzstil, und das Stifterhaus errichtete Rudolf von Pérignon (Würzburg) in den Jahren 1910 bis 1912.
Hinter der Wallfahrtskirche steht die ebenfalls von Pérignon entworfene und im Jahr 2014 als Andachtsraum neu eingeweihte Kreuzwegkapelle mit einer Christusstatue von Dietrich Reger (Frankenthal). Es schließt sich ein weitläufiger Park mit historischem Baumbestand an. In den dreißiger Jahren des letzten Jahrhunderts wurde dorthin der traditionsreiche Gnadenbrunnen verlegt; ihn krönt eine Statue der Gottesmutter mit ausgebreiteten Händen. Im Park sind darüber hinaus die 1913 im alten Rosenberger Steinbruch errichtete Lourdesgrotte und ein Kreuzweg aus dem Jahr 1949 das Ziel der Pilger.
Das Gästehaus mit den Kolonnaden wurde in den 1920er Jahren nach Plänen von Joseph Uhl (Pirmasens) erbaut. Im Wallfahrtshof befindet sich seit 2015 am „Platz des Gebets für Familien“ ein großes Bronzerelief der Heiligen Familie von Thomas Duttenhoefer (Darmstadt).

## Veranstaltungen
- Das „Große Wallfahrtsfest“ wird seit dem 18. Jahrhundert am Donnerstag nach Pfingsten (einschließlich des Vorabends) gefeiert. 2018 wurde das Wallfahrtsfest zu „Rosenberger Tagen“ mit einer Vielfalt von Gottesdiensten unterschiedlicher Stile und Veranstaltungen ausgeweitet. Sie enden am Dreifaltigkeitssonntag mit einer feierlichen Bischofsmesse.
- Das „Kleine Wallfahrtsfest“ wird am 14. und 15. August (Mariä Himmelfahrt) begangen.
- Im Mai und Juni finden seit 1997 die „Rosenberger Musiktage“ statt, eines der größten Festivals geistlicher Musik in Südwestdeutschland.
- Das Stifterfest am ersten Sonntag im September erinnert an das Wirken der Betjörggesellschaft.
- Der „Rosenberger Adventsmarkt“ findet seit 2010 am ersten Sonntag im Dezember statt.
- Seit November 2019 wird an einem Sonntag im Monat „Holy Presence“ gefeiert.[6] Der Gottesdienst kombiniert eine klassische Eucharistiefeier mit Lobpreiselementen und wird in Kooperation mit der Gemeinschaft Chara durchgeführt.